# うさぎの唄
｢うさぎの唄｣（うさぎのうた）は、原由子の楽曲。自身の2作目のシングルとして、Invitationから7インチレコードで1981年7月21日に発売された。
1993年7月21日と1998年2月25日に8cmCDとして再発売されている。2016年12月12日からは主要配信サイトにてダウンロード配信、2019年12月20日からはストリーミング配信が開始されている。

## 背景
前作「I Love Youはひとりごと」から、ちょうど3か月ぶりとなるシングル作品。本作に収録されている2曲はアルバム『はらゆうこが語るひととき』からシングルカットされた。
本作のジャケットは、原がスイカを食べているものになっている。

## 収録曲
- 収録時間：7:34

1. うさぎの唄 (3:41)
（作詞：関口和之　作曲：宇崎竜童　編曲：HARABOSE）
2. Loving You (3:53)
（作詞：原由子　作曲・編曲：HARABOSE）
ヤマハ発動機「パセッタ」CMソング[注 1]。

## 参加ミュージシャン
- Loving You
  - 原由子：Vocal & Keyboards
  - 斎藤誠：Acoustic & Electric Guitars , Chorus
  - 大川真：Acoustic & Electric Guitars
  - 山村哲也：Bass
  - 松田弘：Drums
  - 菅原友紀：Percussions
  - 桑田佳祐：Chorus

## 収録アルバム
| 曲名       | 作品名                   |
| ---------- | ------------------------ |
| うさぎの唄 | はらゆうこが語るひととき |
| うさぎの唄 | Loving You               |
| Loving You | はらゆうこが語るひととき |
| Loving You | Loving You               |
| Loving You | ハラッド                 |